# Разорение Вологды (1612)
Разорение Вологды — эпизод Смутного времени и истории Вологды, когда город подвергся штурму и разграблению, совершёнными польско-литовскими отрядами войска гетмана Яна Кароля Ходкевича. В это время Вологда была крупным торгово-логистическим пунктом, важнейшим звеном внешней и внутренней торговли. В 1604 году для хранения товаров в Вологде был построен государев кладовой двор, свою контору имели в Вологде англичане.

## Предыстория

### Вологда в Смутное время
В 1605 году в Вологду затронула эпидемия чумы. Она пришла из Европы, где чумоподобные заболевания отмечали с 1601 года, в частности, в 1603 году в Лондоне. В Россию эпидемия проникла во время осады Кромов. После этого мор затронул, в частности, Москву, Новгород и Троице-Сергиев монастырь.
В Смутное время Вологда присягала как общепризнанным царям, так и самозванцам. Служившего в 1608-1609 годах вологодским воеводой Никиту Пушкина своим человеком одновременно считали и законный царь Василий Шуйский, сидевший в Москве, и укрепившийся в Тушино самозванец Лжедмитрий II. Когда в Вологде читали перед народом целовальную запись на присягу Лжедмитрию II, многие плакали и тихо говорили друг другу: «хотя мы ему и крест целовали, но только бы Бог свой праведный гнев отвратил, дал бы победу государю Василию Ивановичу, то мы всею душею рады головами ему служить, пусть только другие города — Устюг, Усолье и поморские нам помогут». 
Вологда придерживалась присяги Лжедмитрию II около двух недель, всё это время воевода Пушкин просидел под арестом. Тяжесть повинностей, которыми вологжан обложил Лжедмитрий II, привели к восстанию 29 ноября 1608 год. Восставшие арестовали сторонника тушинцев воеводу Фёдора Нащокина. С победой восстания Вологда стала центром борьбы с поляками на Русском Севере. 3-9 февраля 1609 года Вологда отбила несколько атак поляков, во время одной из вылазок «пушку медную взяша». 
Постепенно в Вологде собиралось ополчение северных уездов. Воеводами всего ополчения были Ларион Трусов и Семён Скорятин. С прибытием сюда 9 февраля ратных людей от Скопина-Шуйского объединённое ополчение в Вологде возглавили присланные им воеводы Никита Вышеславцев и Григорий Бороздин. В результате действий Скопина-Шуйского от тушинцев и поляков были освобождены города Верхнего Поволжья, снята осада Москвы, силы тушинцев были значительно подорваны.
17 июля 1610 год свергнут с престола царь Василий Шуйский. В конце 1610 — начале 1611 гг. в Рязанском крае, Ярославле, Нижнем Новгороде и ряде других уездов страны вновь формируется ополчения, объединенные силы которых в марте подошли к Москве, но успеха не добилось. В конце 1611 году в Нижнем Новгороде под руководством Кузьмы Минина и Дмитрия Пожарского начинает формироваться второе ополчение. Вологда вновь стала центром сбора ополченцев, сводный отряд в июне 1612 году под руководством Петра Мансурова отправились в Ярославль на соединение с ополчением Минина и Пожарского. 26 октября 1612 года ополчение Минина и Пожарского освободило Москву от поляков. Северные уезды оказывали ему значительную помощь, направляя в его распоряжение денежные средства и даточных людей.
Летом 1612 года, по сообщению дипломата и бизнесмена Джона Мейрика, северные территории России обратились к агентам Английского общества, а потом послали послов к королю Якову I с просьбой принять их под свой протекторат. Какие именно территории просили о протекторате в сообщении Мейрика не сказано, но Вологда перечислена в числе выгодных территорий, через которые идёт английская торговля. Впоследствии после воцарения Михайла Фёдоровича посольство того же Мейрика участвовало в перегороах со шведами для урегулирования русско-шведских отношений, что вылилось с заключение Столбовского мирного договора.

### Поляки в России
С 21 сентября 1610 года по 7 ноября 1612 года по приглашению и с согласия правительства (Семибоярщины) в Москве был размещён польско-литовский гарнизон под командованием Станислава Жолкевского. Введению гарнизона предшествовали разгром русских войск при Клушине и дальнейшие переговоры между Семибоярщиной и Жолкевским; в результате переговоров было достигнуто между сторонами соглашение возвести на русский престол королевича Владислава.
В 1612 году только численность польских войск гетмана Ходкевича в районе Москвы составляла около 12 тыс. человек. Польский гарнизон Московского Кремля насчитывал 3 тыс. человек.
Вся первая половина 1612 года выдалась аномально холодной. Польские отряды разъезжали по России в поисках провианта. После поражения корпуса гетмана Карла Ходкевича под Москвой разрозненные отряды поляков, литовцев и других и бывших тушинцев устремились на Север с целью грабежа богатых поморских городов.
Разрозненные отряды поляков и литовцев 10 июля 1612 года захватили и разграбили Белозерск, 20 августа — окрестности Кирилло-Белозерского монастыря.

## Штурм и разграбление
Нападение на Вологду было ожидаемо, но не встретило в городе сопротивления. В канун нападения отъезжие караулы не ездили в окрестности города, и пушкари и затинщики не занимали своих мест у наряду. В ночь на 22 сентября большие городские ворота случились не заперты и на карауле у ворот было не много людей.
По одним источникам, Вологду взяли и разграбили польско-литовские отряды. По другим же, это была «одна из бродивших в то смутное время по всей Руси шаек малороссийских казаков, отделившись от войска гетмана Ходкевича».
Нападавшие, как затем писал вологодский архиепископ Сильвестр, «людей всяких посекли, и церкви Божия опоругали, и город и посады выжгли до тла, а стольник и воевода князь Иван Одоевский ушел и ныне в Вологодском уезде, а окольничего и воеводу Григорья Долгорукого и дьяка Истому Карташева убили». Самого Сильвестра взяли в плен, продержав в нём четыре дня, неоднократно грозя казнью и «едва жива отпустили». Причиной сдачи Вологды разбойникам Сильвестр называл пьянство военачальников: «пропили город Вологду воеводы».
Вологда была почти целиком деревянной: единственным каменным зданием в ней был Софийский собор. В крепостной стене было 11 каменных башен и 21 деревянная. В частности, разграбление пережил деревянный дворец Ивана Грозного, который упоминается в источниках в царствование Михаила Фёдоровича, что может вступать в противоречие со свидетельством Сильвестра о масштабе разорения. По другим источникам, дворец сгорел ещё в 1605 году, но до 1627 году сохранялась деревянная церковь «что у Государя на сенях».
По свидетельству очевидцев, Одоевский и другие воеводы были пьяны, войско и боевой наряд находились в беспорядке, поэтому нападавшие без труда ворвались в город, разграбили его и убили воевод и руководство разного уровня. Одоевский после побега из города явился в стан земского ополчения в Ярославль.
24 сентября от нанесённых разбойниками ран умер преподобный Галактион. После разорения нападавшие покинули Вологду 25 сентября.

## Последствия
Всего в синодике Софийского собора названо 68 человек — убитых и сгоревших.
В Вологодском уезде резко сократился объём налоговых поступлений. Государственные повинности с населения Вологодского уезда после дозора 1617-1618 гг. брали только с трети старого оклада.
По сообщению архиепископа Сильвестра, в 1613 году в Вологде и уезде не хватало священников, что стало прямым следствием разорения: «А посечено на Вологде на посаде попов и дьяко[нов] сорок девять человек, окроме Вологоцкого уезда». Согласно Словарю русского языка XI-XVII вв ИРЯ РАН, под словом «посѣкати» может подразумеваться как нанесение удара рубящим оружием, так и умерщвление. Среди прочего, в городе был разорён Софийский собор, а богослужебные принадлежности для него впоследствии собирали по окрестным четырём монастырям.
Вологда потеряла около половины населения. В 1600 году в городе и на посадах насчитывался 671 двор. В 1627 году, спустя 15 лет после разграбления, в городе пустовало 263 двора и дворовых мест против 302 фактически жилых дворов.

## В культуре
Память о разорении Вологды сохранилась в легенде о белоризцах. Якобы во время сражения, после которого поляки отступили из Вологды, положение спасли два неизвестные витязя в белых доспехах с железными палицами. Белоризцы изображены на большом («парадном») гербе Вологды. В память о легенде в Вологде названа поляна Белоризцев (достопримечательное место, стоит на государственной охране как объект культурного значения регионального значения), расположенная рядом с ней часовня Белоризцев. В районе поляны Белоризцев археологи обнаружили средневековое поселение, прекратившее существование не позднее Смутного времени.
Борьбе вологжан с разорением города 1612 года посвящён один из барельефов памятника 800-летия Вологды.